# Magnus Wirstedt
Magnus Wirstedt, född 18 oktober 1742 i Virserums församling, Kalmar län, död 28 november 1803 i Vånga församling, Östergötlands län, var en svensk präst.

## Biografi
Magnus Wirstedt föddes 1742 i Virserums församling. Han var son till skogsvaktaren Carl Wirstedt och Margareta Strömbeck i Lönneberg. Wirstedt blev höstterminen 1767 student vid Uppsala universitet och bytte 1768 till Kalmar nation. Han prästvigdes 15 november 1772 och blev 7 maj 1779 komminister i Kärna församling. Den 31 juni 1782 blev han vikarierande pastor i församlingen och avlade pastoralexamen 14 mars 1788. Wirstedt blev 9 november 1790 kyrkoherde i Vånga församling, tillträde 1791 och blev 20 december 1800 prost. Han avled 1803 av slag i Vånga församling.
Hans gravsten finns bevarad i Vånga.

### Familj
Wirstedt gifte 2 maj 1780 med Eva Charlotta Fornander (1753–1820). Hon var dotter till kyrkoherden i Virserums församling. De fick tillsammans barnen Catharina Charlotta Wirstedt som var gift med kyrkoherden Samuel Rytzén i Kullerstads församling, Margareta Christina Wirstedt (1785–1851) som var gift med handlanden Peter Hamlin i Norrköping och Eva Sophia Wirstedt (född 1792).